# Bengt Hjelmqvists pris
Bengt Hjelmqvists pris utdelas årligen av Svensk biblioteksförening för framstående insatser inom folkbiblioteksområdet. Såväl praktiska som teoretiska insatser, en samlad gärning eller en enstaka prestation kan belönas. Priset kan även ges till flera personer gemensamt eller bibliotek, som i sin verksamhet eller utformning representerar en insats utöver det vanliga. 
Priset delas ut sedan 1964 och bär bibliotekarien Bengt Hjelmqvists namn.

## Pristagare
- 1964 Sven-Ola Hellmér
- 1965 Hanna Björnemo
- 1966 Greta Bolin
- 1967 Sigurd Möhlenbrock
- 1968 Tore Nordström
- 1969 Greta Renborg
- 1970 Bengt Hallvik
- 1971 Personalen Kirsebergsfilialen i Malmö
- 1972 Britta Carlsson
- 1973 Martha Batie
- 1974 Anna-Maria Kylberg
- 1975 Ture Edbom
- 1976 Adolf Henriksson
- 1977 Lena Sewall
- 1978 Elsa Nilsson
- 1979 Lillemor Widgren
- 1980 Inger Eide-Jensen
- 1981 Benkt-Erik Hedin
- 1982 Malin Koldenius och Birgitta Kindenberg
- 1983 Acke Ericsson och Arne Ribnell
- 1984 Elsa Olenius
- 1985 Heli Vasara och Miklos Gulyas
- 1986 Kerstin Linderberg
- 1987 Greta Mundt-Almquist
- 1988 Eva Viirrman
- 1989 Ingemar Ehlin
- 1990 Pirkko Wergenius
- 1991 Margareta Törngren
- 1992 Ulla Forsén
- 1993 Lisa Martling-Palmgren
- 1994 Ann Wiklund
- 1995 Peter Curman
- 1996 Roland Eliasson
- 1997 Lena Lundgren
- 1998 Margaretha Ullström
- 1999 Anna-Lena Höglund
- 2000 Christina Persson
- 2001 Kerstin Ericsson
- 2002 Ann-Catrine Westerberg och Katarina Dorbell
- 2003 Alireza Afshari
- 2004 Margareta Norberg
- 2005 Lars Ryquist
- 2006 Katarina Kristoffersson
- 2007 Malin Ögland
- 2008 Anna-Karin Albertsson
- 2009 Åke Nygren
- 2010 Anna Christina Rutquist
- 2011 Karin Johansson
- 2012 Anne Hederén
- 2013 Lo Ek och Anna-Stina Takala
- 2014 Lo Claesson och Ann Östman
- 2015 Peter Alsbjer
- 2016 Peter Björkman[1]
- 2017 Madelein Enström[2]
- 2018 Heidi Carlsson Asplund[3]
- 2019 Nick Johnson Jones[4]
- 2020 Cecilia Brisander och Barakat Aldammad[5]
- 2021 Christina Larsson
- 2022 Christine Åström, Josefine Molinder, Gunborg (Kicki) Samuelsson, Els-Marie Larsson och Maria Björnsdotter
- 2023 Mimmi Söderlund[6]
- 2024 Ingalill Stenmark[7]